# Burgruine Morau
Die Reste der abgegangenen Höhenburg Burg Morau liegen im Ortsteil Morau der Gemeinde St. Oswald bei Haslach im Bezirk Rohrbach von Oberösterreich.

## Geographie
Der Burgstall befindet sich auf 672 m ü. A. direkt an der Grenze zu Tschechien gegenüber der Einmündung des Ottenschlager Baches/Otovský potok in den Zwettlbach/Světlá.  Er liegt in der Nähe vom „Schusterhäusl“, rechts des Weges zum Schwarzenbergschen Schwemmkanal.

## Geschichte
Die Burg Morau ist 1427 durch die Hussiten zerstört worden. Ob die Burg den gleichen Namen wie der heutige Ort trug, ist nicht bekannt, aber zu vermuten; ebenso unbekannt sind die Namen der ersten Besitzer. Erst 1650 nennt sich der Richter zu Haslach Hanns Dietmayr von Morau († 1637). Der Name bezieht sich auf den Burgplatz, der zu dieser Zeit vermutlich nicht mehr bewohnbar war, an dem aber noch adelige Rechte und Privilegien hafteten. Nach mündlicher Überlieferung sollen die Steine der Burg für den Bau des Kirchturms von St. Oswald im 18. Jahrhundert verwendet worden sein.

Burgstall Morau
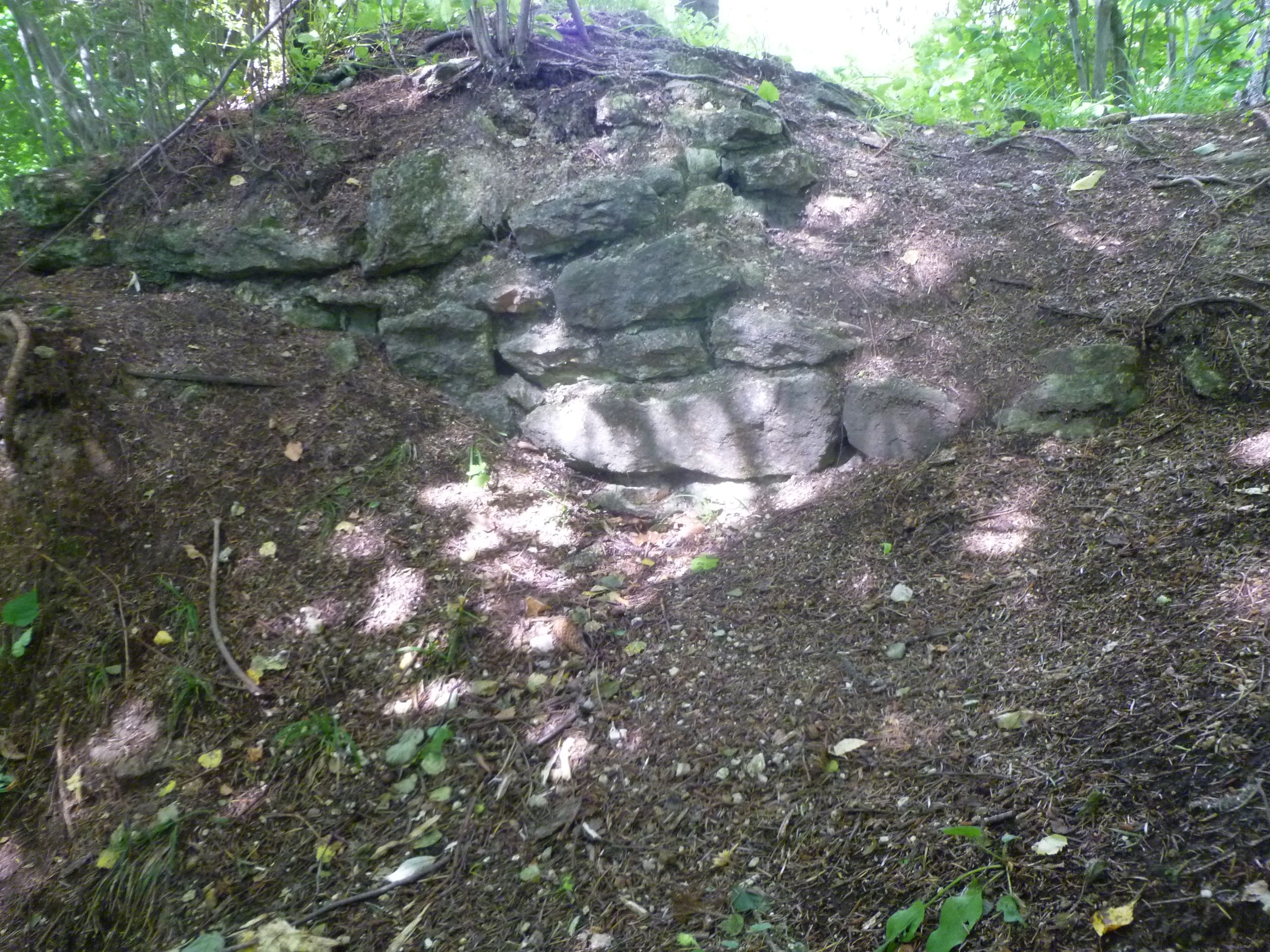
Burgstall Morau: Mauerwerk über Tag
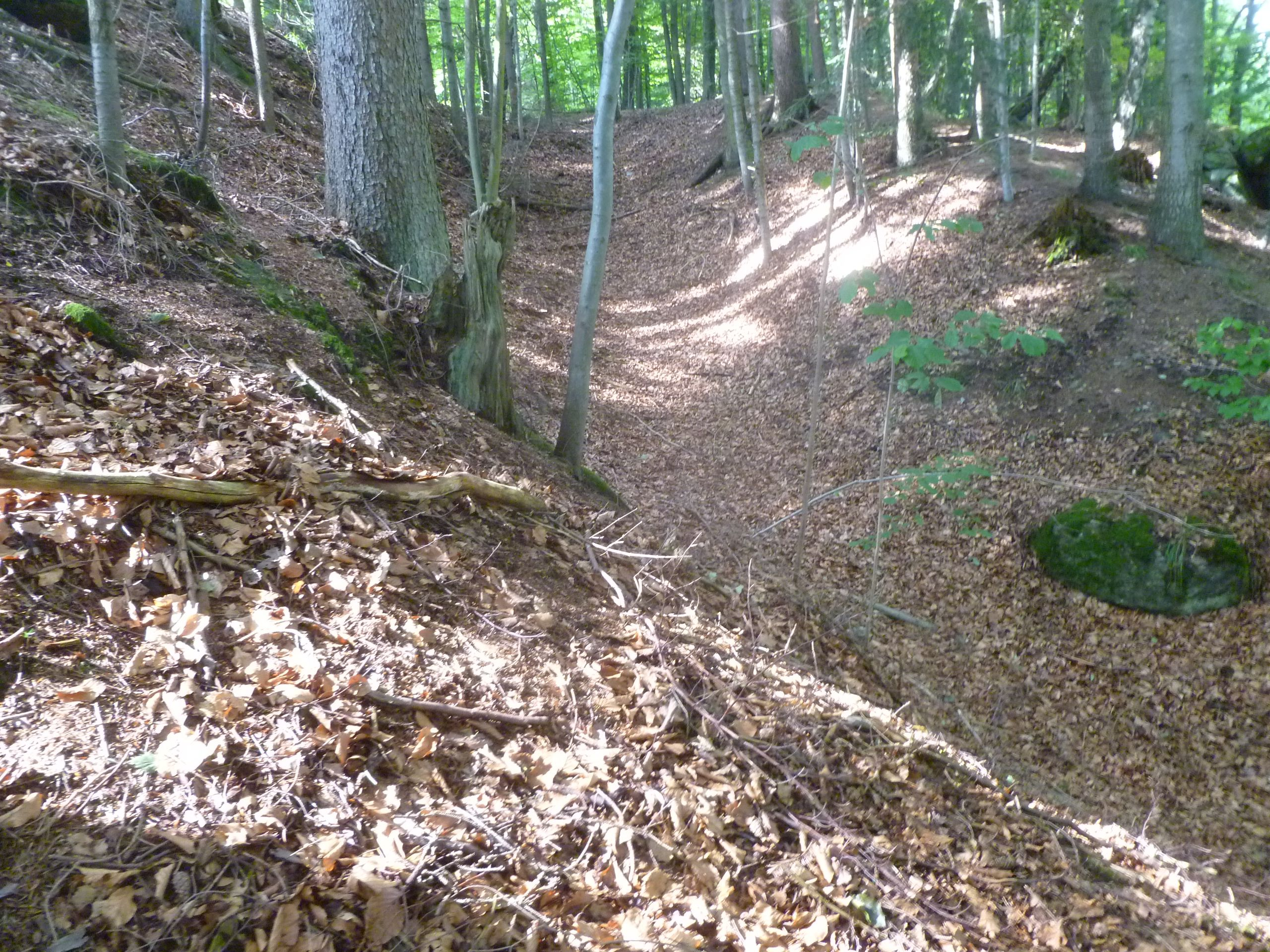
Burgstall Morau: Burggraben

## Burg Morau heute
Auf der Lagestelle „Schlossberg“ stand die Burg Morau. Die heute stark überwachsenen Mauerzüge weisen noch eine Stärke von 1,50 bis 2,30 m auf. Wie aus den archäologischen Befunden abgeleitet werden kann, waren hier zwei Rundtürme durch eine Schildmauer verbunden und schützten den Zugang. Eine durchgängige Mauer umschloss den Burgplatz. Die Burg lag auf der Spitze eines mäßig hohen Berges (Höhenkote 683 m). Gegen Norden fällt der Burgplatz steil zu einer Schlucht ab. Vor der Burg befand sich ein Graben mit beträchtlicher Tiefe. Die Reste der mittelalterlichen Anlage sind trotz Planierungen noch erkennbar.